# Bernsdorf, Zwickau
Bernsdorf là một đô thị thuộc huyện Zwickau, bang Sachsen, nước Đức. Bernsdorf thuộc Amt Rund um den Auersberg. Dân số năm 2007 là 2505 người.